# كلوي أغنيو
كلوي أغنيو هي مغنية وكاتبة أغاني أيرلندية ولدت في 1989.

## روابط خارجية
كلوي أغنيو على موقع IMDb (الإنجليزية)
- كلوي أغنيو على موقع ميوزك برينز (الإنجليزية)
- كلوي أغنيو على موقع ديسكوغز (الإنجليزية)
- كلوي أغنيو على موقع قاعدة بيانات الفيلم (الإنجليزية)